# Binibining Pilipinas
De Binibining Pilipinas-verkiezing (afgekort: BB Pilipinas) is de nationale missverkiezing van de Filipijnen. De organisatie van BB Pilipinas verkiest een Filipijnse miss voor de Miss Universe-verkiezing sinds 1964, voor Miss International sinds 1968 en voor Miss World sinds 1992.
De voorzitster van de organisatie is Maria Stella Márquez Zawadzky, die in de Filipijnen bekendstaat als Madame Stella de Araneta. Zij is tevens de winnares van de eerste Miss International-verkiezing in 1960, waarin ze haar vaderland Colombia vertegenwoordigde. Bovendien nam ze deel aan Miss Universe, waar ze een finaleplaats behaalde.
De organisatie leverde tot nu toe twee Miss Universe-winnaressen af (Gloria Diaz in 1969 en Maria Margarita Moran in 1973), vier Miss International-winnaressen (Aurora Pijuan in 1970, Melanie Marquez in 1979, Gemma Cruz-Araneta in 1964 en Precious Lara Quigaman in 2005).
De Filipijnen heeft nog geen Miss World-winnares gehad, maar heeft wel een aantal finaleplaatsen weten te bemachtigen met eindklasseringen in de top 5 in 2002, 2003, 2004 en een halvefinalist in 2005. In het verdere verleden waren er een aantal tweede plekken. In 2011 beëindigde Julia Morley (eigenaresse Miss World) het contract met BB-Pilipinas en wordt de Filipijnse afgevaardigde voor Miss World verkozen in een aparte verkiezing: Miss World Philippines.
Sinds 2011 is de derde titel in de verkiezing BB Pilipinas-Tourism. De winnares van deze titel vertegenwoordigt haar land bij de Miss Tourism Queen International-verkiezing. BB-Pilipinas had deze rechten ook al van 1987 tot 2005.
Sinds 2012 heeft de organisatie ook de rechten om een deelneemster af te vaardigen naar de Miss Supranational-verkiezing.
Op de verkiezingsavond van BB-Pilipinas worden drie winnaressen gekozen. De eerste is BB Pilipinas-Universe, daarna volgen BB Pilipinas-International en BB Pilipinas-Tourism.

## BB Pilipinas-Universe
Vanaf 1952 tot 1963 werd de Miss Filipijnen-verkiezing gehouden om een miss te kronen voor Miss Universe, in 1964 verkreeg Maria Stella Marquez Zawadzky de licentie om de nationale zoektocht voor Miss Universe te organiseren en zo ontstond BB Pilipinas.
De BB Pilipinas-Universe-winnares wordt erkend als officiële miss van de Filipijnen.

## BB Pilipinas-World
De Filipijnen vaardigde voor het eerst een deelneemster af naar Miss World in het jaar 1966.
Van 1966 tot 1976 werd de Filipijnse miss voor Miss World gekozen in de Miss Republiek van de Filipijnen-verkiezing, daarna werd de licentie verstrekt aan de organisatie Mutya Ng Pilipinas (Parel van de Filipijnen), die de miss voor Miss World verkoos tot aan het jaar 1991.
In 1992 verkreeg BB Pilipinas Charities Inc. (BB Pilipinas-organisatie onder leiding van Maria Stella Marquez) de licentie om de miss voor Miss World te selecteren, de titel die de miss kreeg werd BB Pilipinas-World en werd in dezelfde verkiezing gekozen als BB Pilipinas-Universe en BB Pilipinas-International.

## BB Pilipinas-International
In 1968 bemachtigde BB Pilipinas Charities Inc. de licentie om een nationale zoektocht te organiseren voor Miss International, in het jaar dat volgde werd de BB Pilipinas-International verkozen tijdens de grote verkiezingsavond waarin tevens de BB Pilipinas-Universe werd gekozen.

### Overzicht BB Pilipinas-Universe
| Jaar | Winnaar                                                                                       |
| ---- | --------------------------------------------------------------------------------------------- |
| 1964 | Myrna Sese Panlilio                                                                           |
| 1965 | Louise Vail Aurelio *halvefinalist                                                            |
| 1966 | Clarinda Soriano *halvefinalist                                                               |
| 1967 | Pilar Pilapil                                                                                 |
| 1968 | Charina Zaragoza                                                                              |
| 1969 | Gloria Aspillera Diaz *Miss Universe 1969                                                     |
| 1970 | Simonette Delos Reyes                                                                         |
| 1971 | Vida Valentina Doria *Miss Photogenic                                                         |
| 1972 | Armi Barbara Crespo *halvefinalist                                                            |
| 1973 | Maria Margarita "Margie" Roxas Moran *Miss Universe 1973 en Miss Photogenic                   |
| 1974 | Guadalupe Sanchez *halvefinalist                                                              |
| 1975 | Rosemarie "Chiqui" Brosas *5e plaats Miss Universe                                            |
| 1976 | Elizabeth "Lizbeth" de Padua                                                                  |
| 1977 | Anna Lorraine Kier                                                                            |
| 1978 | Jennifer Cortez                                                                               |
| 1979 | Criselda "Dang" Cecilio                                                                       |
| 1980 | Maria Rosario "Chat" Silayan *4e plaats Miss Universe                                         |
| 1981 | Maricar Mendoza                                                                               |
| 1982 | Maria Isabel Lopez                                                                            |
| 1983 | Rosita Capuyon                                                                                |
| 1984 | Desiree Verdadero *4e plaats Miss Universe                                                    |
| 1985 | Joyce Anne Burton                                                                             |
| 1986 | Violeta Naluz                                                                                 |
| 1987 | Geraldine Edith "Pebbles" de Asis *halvefinalist                                              |
| 1988 | Perfida Reyes Limpin                                                                          |
| 1989 | Sarah Jane Paez                                                                               |
| 1990 | Germelina Leah Padilla                                                                        |
| 1991 | Ma. Lourdes Gonzales*                                                                         |
| 1992 | Elizabeth "Liza" Berroya                                                                      |
| 1993 | Melinda Joanna "Dindi" Gallardo                                                               |
| 1994 | Charlene Bonnin Gonzales *Finalist Miss Universe                                              |
| 1995 | Joanne Santos                                                                                 |
| 1996 | Aileen Marfori Damiles *Miss Photogenic in Miss Universe                                      |
| 1997 | Abbygale Williamson Arenas *Miss Photogenic in Miss Universe                                  |
| 1998 | Jewel Mae Lobaton*                                                                            |
| 1999 | Miriam Quiambao* *2e plaats in Miss Universe en ontving Herbal Essence Style Award            |
| 2000 | Nina Ricci Alagao                                                                             |
| 2001 | Zorayda Ruth Andam *Beste Nationale Kostuum 2e plaats                                         |
| 2002 | Karen Loren Agustin                                                                           |
| 2003 | Carla Gay Balingit                                                                            |
| 2004 | Maricar Balagtas                                                                              |
| 2005 | Gionna Cabrera *Miss Photogenic, Thai Airways Silk Award and Beste in Nationale kostuum Top 5 |
| 2006 | Lia Andrea Ramos *Miss Photogenic                                                             |
| 2007 | Anna Teresa Licaros *Miss Photogenic                                                          |
| 2011 | Shamcey Supsup - Werd 4e in de Miss Universe pageant in Brazilië                              |
| 2012 | Janine Mari Tugonon (22) - 2e plaats in het voorgaande jaar                                   |

## Overzicht BB Pilipinas-World
| Jaar | Winnaar                                                                                         |
| ---- | ----------------------------------------------------------------------------------------------- |
| 1992 | Marilen Camilen Espino *                                                                        |
| 1993 | Sharmaine "Ruffa" Rama Gutierrez - 3e plaats en Asia & Oceania's Queen of Beauty                |
| 1994 | Caroline "Cara" Villarosa Subijano - halvefinalist in Miss World                                |
| 1995 | Reham Snow Hamdi Tago                                                                           |
| 1996 | Daisy Garcia Reyes - Miss Personality in Miss World                                             |
| 1997 | Kristine Rachel Gumabao Florendo                                                                |
| 1998 | Rachel Muyot Soriano                                                                            |
| 1999 | Lalaine Bognot Edson**                                                                          |
| 2000 | Katherine Annwen Dantes De Guzman                                                               |
| 2001 | Gilrhea Castaneda Quinzon                                                                       |
| 2002 | Katherine Anne Ramos Manalo - Finalist in Miss World                                            |
| 2003 | Maria Rafaela Verdadero Yunon - Finalist in Miss World                                          |
| 2004 | Maria Karla Rabanal Bautista - Top 5 Finalist en Asia & Oceania's Queen of Beauty in Miss World |
| 2005 | Carlene Ang Aguilar - halvefinalist in Miss World                                               |
| 2006 | Anna Maris Igpit                                                                                |
| 2007 | Margaret Wilson                                                                                 |

## Overzicht BB Pilipinas-International
| Jaar | Winnaar                                                                                    |
| ---- | ------------------------------------------------------------------------------------------ |
| 1968 | Nenita Ramos - halvefinalist in Miss International                                         |
| 1969 | Margaret Rose Montinola - halvefinalist in Miss International                              |
| 1970 | Aurora Pijuan - Miss International 1970                                                    |
| 1971 | Evelyn Camus - 3e plaats in Miss International                                             |
| 1972 | Yolanda Dominguez - 3e plaats in Miss International                                        |
| 1973 | Maria Elena Ojeda - 5e plaats in Miss International                                        |
| 1974 | Erlynne Bernardez                                                                          |
| 1975 | Jaye Murphy - halvefinalist in Miss International                                          |
| 1976 | Maria Dolores Ascalon - halvefinalist en Beste Nationale kostuum in Miss International     |
| 1977 | Maria Christina Alberto - geboycot                                                         |
| 1978 | Luz Policarpio                                                                             |
| 1979 | Mimilanie Marquez - Miss International 1979                                                |
| 1980 | Dianne Jeanne Christine Chiong - halvefinalist in Miss International                       |
| 1981 | Alice Sacasa - halvefinalist in Miss International                                         |
| 1982 | Maria Adela Lisa Manibog                                                                   |
| 1983 | Flor Eden Pastrana                                                                         |
| 1984 | Maria Bella Nachor*                                                                        |
| 1985 | Sabrina Simonette Marie Artadi                                                             |
| 1986 | Jessie Alice Dixon - halvefinalist in Miss International                                   |
| 1987 | Maria Lourdez Enriquez                                                                     |
| 1988 | Maria Anthea Robles                                                                        |
| 1989 | Lilia Eloisa Andanar - Miss Friendship in Miss International                               |
| 1990 | Jennifer Pingree                                                                           |
| 1991 | Maria Patricia Betita - halvefinalist in Miss International                                |
| 1992 | Joanne Timothea Alivio                                                                     |
| 1993 | Sheela Mae Santarin                                                                        |
| 1994 | Alma Concepcion - halvefinalist en Miss Friendship in Miss International                   |
| 1995 | Gladys Andre Dueñas - halvefinalist in Miss International                                  |
| 1996 | Yedda Marie Mendoza Kittilsvedt - halvefinalist in Miss International                      |
| 1997 | Susan Jane Ritter - halvefinalist in Miss International                                    |
| 1998 | Colette Centeno Glazer - halvefinalist in Miss International                               |
| 1999 | Georgina Ann Sandico                                                                       |
| 2000 | Joanna Maria Peñaloza                                                                      |
| 2001 | Maricarl Tolosa                                                                            |
| 2002 | Kristine Alzar                                                                             |
| 2003 | Jhezarie Javier                                                                            |
| 2004 | Margaret Ann Bayot - halvefinalist in Miss International                                   |
| 2005 | Precious Lara Quigaman - Miss International 2005                                           |
| 2006 | Denille Lou Valmonte                                                                       |
| 2007 | Nadia Lee Shami                                                                            |
| 2012 | Nicole Schmitz (23) - Nestlé Fitnesse Best in Swimsuit Award and Best in National Costume. |